# Sena (lud)
Sena – lud afrykański zamieszkujący Mozambik (7% ludności), Malawi i Zimbabwe. Posługują się językiem sena, z grupy językowej bantu. Ich populację szacuje się na 2,9 mln (2018).